# Carrazedo de Montenegro
Carrazedo de Montenegro é uma vila portuguesa que foi sede da extinta Freguesia de Carrazedo de Montenegro do Município de Valpaços, freguesia que tinha 29,08 km² de área e 1 620 habitantes (2011), tendo, por isso, uma densidade populacional de 55,7 hab/km².
A Freguesia de Carrazedo de Montenegro foi extinta, no âmbito da reorganização administrativa de 2012/2013, tendo sido agregada à Freguesia de Curros para criar a freguesia de Carrazedo de Montenegro e Curros.
Antes, em 1990, a povoação de Carrazedo de Montenegro tinha sido elevada à categoria de vila.
A vila é conhecida como a Capital da Castanha.

## Etimologia
As opiniões são divergentes neste assunto, sendo que a tese de que Carrazedo vem de carrasco, espécie de carvalho, é a mais apoiada (Carrasquedo - abundância em carrascos). O brasão de Carrazedo confirma isto mesmo.
O motivo do determinativo «Montenegro» dado a Carrazedo será devido ao escuro da vegetação da serra da Padrela (monte negro) e ainda por se situar na antiga terra desse nome e para se distinguir dos outros carrazedos existentes no país.

## História
Carrazedo de Montenegro, tem a sua origem num Castro romanizado, o Castro de Ribas, e de um Castelo medieval.
Para a primeira referência escrita a este nome, temos de viajar ao início da fundação da nacionalidade, precisamente ao ano de 1155. O registo é uma doação de terras por Pedro Fernandes ao Arcebispo de Braga. O peso histórico é evidente na vila, tendo sido atribuídas 3 cartas de Foral pelo Rei D. Diniz. A Primeira atribuída em 12 de Agosto de 1301, a Vila Boa de Montenegro, a anunciar o pagamento de uma renda anual de 3000 libras. O foral é renovado dois anos depois a anunciar que a renda é paga agora em duas prestações. Com a falta de pagamentos da renda foi decretada a integração da vila no concelho de Chaves. Esta integração decorreu conflituosa durante anos até que no final do Séc. XVII, as terras de Montenegro voltaram a ter novamente o seu concelho restaurado, sendo promovida a vila em 1820 e a cabeça de julgado na comarca de Chaves.
Foi sede de concelho, integrando freguesias actualmente pertencentes aos concelhos de Valpaços, Murça e Chaves, concretamente: Água Revés, Canaveses, Carrazedo de Montenegro, Crasto, Corveira, Curros, Emeres, Jou, Nozedo, Padrela Póvoa de Agrações, Veiga de Lila (Santa Maria), Veiga de Lila (São Pedro), Serapicos, Tazem e Vales. Este concelho tinha, em 1849, 7 775 habitantes. Em 1853, uma reorganização administrativa nacional extingue o concelho de Carrazedo de Montenegro, colocando esta terra no concelho de Valpaços.
Carrazedo de Montenegro foi novamente elevada à categoria de Vila pela Assembleia da República a 18 de julho de 1990.

## Situação geográfica e Clima
Situa-se em Trás-os-Montes no distrito de Vila Real, concelho de Valpaços. Beneficia de estar equidistante de Murça, Vila Pouca de Aguiar, Valpaços e Chaves.
Carrazedo tem um clima que é castigado por ventos e tempestades de granizo na primavera. Com o cair da folha, as temperaturas tornam-se mais amenas fazendo um interregno entre o calor e o frio que se aproxima. Este tipo de clima é designado mediterrânico-continental.

## População
| Número de habitantes | Número de habitantes | Número de habitantes | Número de habitantes | Número de habitantes | Número de habitantes | Número de habitantes | Número de habitantes | Número de habitantes | Número de habitantes | Número de habitantes | Número de habitantes | Número de habitantes | Número de habitantes | Número de habitantes |
| -------------------- | -------------------- | -------------------- | -------------------- | -------------------- | -------------------- | -------------------- | -------------------- | -------------------- | -------------------- | -------------------- | -------------------- | -------------------- | -------------------- | -------------------- |
| 1864                 | 1878                 | 1890                 | 1900                 | 1911                 | 1920                 | 1930                 | 1940                 | 1950                 | 1960                 | 1970                 | 1981                 | 1991                 | 2001                 | 2011                 |
| 1689                 | 1575                 | 1628                 | 1543                 | 1681                 | 1569                 | 1896                 | 2285                 | 2653                 | 2568                 | 2192                 | 2289                 | 2157                 | 1818                 | 1620                 |

(Obs.: Número de habitantes "residentes", ou seja, que tinham a residência oficial neste concelho à data em que os censos  se realizaram.)
| Distribuição da População por Grupos Etários em 2001 e 2011 | Distribuição da População por Grupos Etários em 2001 e 2011 | Distribuição da População por Grupos Etários em 2001 e 2011 | Distribuição da População por Grupos Etários em 2001 e 2011 | Distribuição da População por Grupos Etários em 2001 e 2011 | Distribuição da População por Grupos Etários em 2001 e 2011 | Distribuição da População por Grupos Etários em 2001 e 2011 | Distribuição da População por Grupos Etários em 2001 e 2011 | Distribuição da População por Grupos Etários em 2001 e 2011 | Distribuição da População por Grupos Etários em 2001 e 2011 |
| ----------------------------------------------------------- | ----------------------------------------------------------- | ----------------------------------------------------------- | ----------------------------------------------------------- | ----------------------------------------------------------- | ----------------------------------------------------------- | ----------------------------------------------------------- | ----------------------------------------------------------- | ----------------------------------------------------------- | ----------------------------------------------------------- |
| Idade                                                       | 0-14                                                        | 15-24                                                       | 25-64                                                       | > 65                                                        |                                                             | 0-14                                                        | 15-24                                                       | 25-64                                                       | > 65                                                        |
| 2001                                                        | 258                                                         | 257                                                         | 936                                                         | 367                                                         |                                                             | 14,2%                                                       | 14,1%                                                       | 51,5%                                                       | 20,2%                                                       |
| 2011                                                        | 186                                                         | 145                                                         | 826                                                         | 463                                                         |                                                             | 11,5%                                                       | 9,0%                                                        | 51,0%                                                       | 28,6%                                                       |

## Economia
As actividades económicas desta região, são a agricultura (exportação de castanha, maçã, pêra e pêssego), comércio, serviços, construção civil, panificação, serralharia e vinicultura.
Na freguesia existe um dos maiores centros de exportação de castanha do país, fruto que representa 17% do volume total de exportação de frutos de Portugal. Por esta razão Carrazedo de Montenegro é chamada de Capital da castanha.

## Património
A Igreja Matriz, construída durante o século XVIII, em estilo Neo-clássico com decoração Barroca. Vale a pena ver também a Casa senhorial de Argemil, datada do século XVII e o Castro Proto-Histórico de Ribas. Como património natural torna-se obrigatório apreciar as belas paisagens com especial destaque para as de Ribeira da Fraga.

## Aldeias
A antiga freguesia de Carrazedo de Montenegro era composta por seis aldeias: Ribeira da Fraga, Argemil, Redondelo, Avarenta, Cubo e Silva.
Igualmente a freguesia de Santa Maria de Émeres pertenceu ao seu concelho até à sua extinção, pelo decreto de 31 de Dezembro de 1853, altura em que transitou para o concelho de Valpaços.

## Festas e Romarias
Os santos padroeiros de Carrazedo de Montenegro são São Nicolau e Santa Bárbara, a festa em honra desses Santos costuma ser no mês de Agosto, durante um fim de semana. Na sexta-feira à noite é realizada a Procissão das Velas em honra do Senhor dos Passos, que percorre várias ruas da vila.

## Feiras
Existem duas feiras por mês, nos dias 2 e 17. É também realizada uma feira anual dedicada à castanha, a CASTMONTE, que anualmente no mês de Novembro leva à vila milhares de pessoas, e que conta com mostras de artesanato, gastronomia, música tradicional e animação de rua. Na última edição, a 11ª, os visitantes puderam provar o maior bolo de castanha do Mundo.